# Tektiet

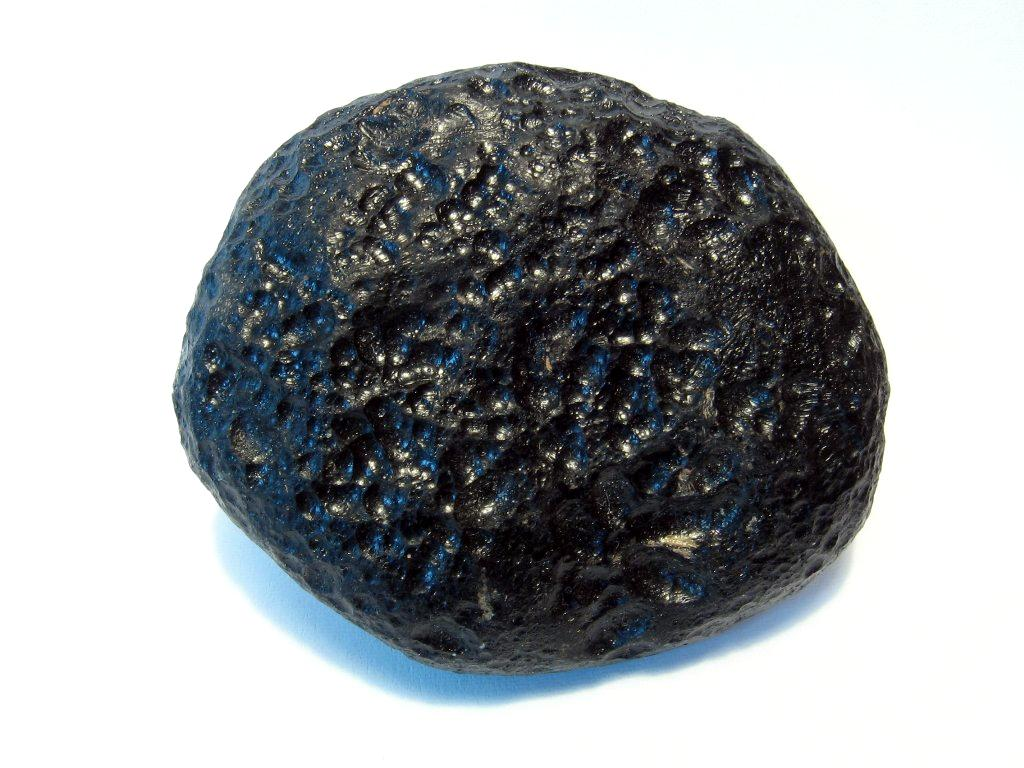
Tektiek uit Korath, Thailand. Dit specimen weegt 69g en is ongeveer 53 mm breed.

Tektieten zijn stukken glas van aardse oorsprong, en zijn genoemd naar het Oudgriekse woord τηκτός (tēktos), dat gesmolten betekent.

## Ontstaan
Lange tijd was het onduidelijk hoe tektieten ontstaan. Tegenwoordig wordt door de meeste wetenschappers aangenomen dat tektieten gestolde fragmenten van aardse gesteenten zijn, die na een inslag van een meteoriet smelten en worden weggeslingerd en vervolgens weer terug op Aarde vallen. Tijdens de val stollen de stukken tot een glasachtige massa. Vaak vertoont het oppervlak van een tektiet typische kenmerken die zijn ontstaan tijdens de val. Doordat tektieten uit aards gesteente ontstaan, zijn ze rijk aan siliciumdioxide.

## Geschiedenis
Archeologische vondsten geven aan dat tektieten al sinds prehistorische tijden bekend zijn. Ze werden gebruikt als grondstof voor het vervaardigen van werktuigen, later voor amuletten. De oudste vondsten stammen uit het Steentijdperk (paleolithicum).

## Vindplaatsen
Doordat tektieten waarschijnlijk ontstaan tijdens meteorietinslagen zijn de voorkomens vaak beperkt tot relatief kleine gebieden, deze worden strooivelden genoemd. De bekendste tektieten komen uit Tsjechië, waar ze worden gevonden in het gebied van de Moldau, ze worden daarom moldavieten genoemd en ze werden in 1788 ontdekt. In Bohemen en Moravië zijn talrijke plaatsen tektieten gevonden. Uiterlijk onderscheiden ze zich door hun vorm, kleur, grootte en oppervlak. Men vermoedt dat er een verband bestaat met een meteorietkrater, de Nördlinger Ries in Duitsland. De ouderdom van deze krater wordt gedateerd op 14,8 Ma. De tektieten wegen van ongeveer 8 gram tot 110 gram. Andere vindplaatsen zijn Besednice, Lodenice, Habri, Kamenny, Újezd en Slavče. Moldavieten bevinden zich in de sedimenten van het Boven-Mioceen, maar ook in jongere afzettingen. In Moravië zijn Moldavieten donkerder, minder doorzichtig en hebben een gladder oppervlak, ze zijn echter groter en kunnen tot 260 gram wegen. De bekendste Moravische vindplaatsen zijn Kajotice, Slavice, Stepanovice, Mohelno en Dukovany. Moldavieten worden ook gevonden in Duitsland bij Dresden en in Noord-Oostenrijk.
Andere tektieten zijn donkerbruin tot zwart. De namen zijn afhankelijk van de vindplaatsen :
- Indochinieten komen voor in Vietnam, Cambodja en Laos, (Indochina), ze zijn er zwartgroen en hebben een gladder oppervlak en wegen tot 3 kilogram.
- Philipponiet of rizaliet, op de Filipijnen.
- Billitonieten op het Maleisischeschiereiland en op de eilanden Banak, Billiton en Sumatra.
- Javaiet op Java, deze stenen zijn zwart.
- Irgiziet  in Kazachstan.
- Australiet in Australië.
- Darwinglas, op het eiland Tasmanië, dat lichter is en geschikt voor facetslijpsel.
- Zwarte Bediasiet komt voor op het Amerikaanse continent, voornamelijk in de Verenigde Staten, en wel in Texas.
- Donkergroene Georgianiet in Georgia, Peru en Colombia.
- Libisch glas in Libië en Egypte, deze zijn lichtgeel tot geelgroen en wegen tot 5 kilogram, en zijn geschikt om te facetteren.
- Geraisite gevonden in de buurt van Minas Gerais in Brazilie.[1]